# Иммунотерапия
Иммунотерапия (лат. immunis — свободный, избавленный от чего-либо, греч., therapeia — лечение) — раздел практической иммунологии, задача которого — лечение иммунологическими препаратами, которые воздействуют прицельно на иммунную систему: препаратами антител или сывороток, моноклональными антителами, препаратами микробного происхождения, цитокиновая и антицитокиновая терапия, клеточная терапия. Иммунотерапию в качестве вспомогательного метода применяют при инфекционных, онкологических заболеваниях, в этом случае чаще сочетают с лечением антибиотиками и химиотерапией. Иммунотерапия показана при первичном нарушении работы иммунной системы — иммунодефицитах, аутоиммунных заболеваниях.

## История
Иммунотерапия получила свое развитие с конца XIX века с открытия Л. Пастера (1885 г.) — введение прививок против бешенства. Далее И. И. Мечников исследовал теорию иммунитета и цитотоксинов (1883 г.), затем в 1890 году Э. Берингом были обнаружены столбнячные и дифтерийные токсины, а в 1894 г. Э. Ру изготовлена противодифтерийная сыворотка (лошадиная). Применение иммунотерапии применялось в первую очередь при инфекционных болезнях (серотерапии столбняка, брюшного тифа, менингококкового менингита, противоядия от укуса змей и тд). Начиная с 60-х годов XX века иммунотерапия применяется исходя из развития разделов иммунологии иммуногенетики (выявляются Т- и В- лимфоциты, отвечающие за развитие и исполнение иммунных реакций, разрабатываются основы противоопухолевого иммунитета, различают классы иммунуглобулинов, получение и использование иммунодепрессантов).